# Бородастик мінливобарвний
Бородастик мінливобарвний (Psilopogon australis) — вид дятлоподібних птахів родини бородастикових (Megalaimidae).

## Поширення
Ендемік Індонезії. Поширений на островах Ява та Балі. Мешкає в чагарниках і лісах на висотах до 2000 м над рівнем моря.